# Out of Order (Nuclear Assault)
Out of Order è il quarto album del gruppo thrash metal statunitense Nuclear Assault. Ballroom Blitz è una cover degli Sweet.

## Tracce
1. Sign in Blood – 3:47
2. Fashion Junkie – 3:44
3. Too Young to Die – 3:51
4. Preaching to the Deaf – 4:49
5. Resurrection – 5:12
6. Stop Wait Think – 5:02
7. Doctor Butcher – 3:42
8. Quocustodiat – 2:35
9. Hypocrisy – 2:49
10. Save the Planet – 6:36
11. Ballroom Blitz – 3:57

## Formazione

### Nuclear Assault
- John Connelly - voce, chitarra
- Anthony Bramante - chitarra, voce
- Dan Lilker - basso, tastiera, chitarra, voce
- Glenn Evans - batteria, percussioni, chitarra acustica, voce, produzioni

### Musicisti aggiuntivi
- Casey McMackin - chitarra, cori
- John Quinn - tastiera
- Maggie Gray - bisbiglio (traccia 11)
- Jim Welch - cori